# Skelná Huť (Ralsko)
Skelná Huť (deutsch Glashütte, auch Glasshütte) ist eine ehemalige Rotte auf dem Gebiet der Stadt Ralsko im Okres Česká Lípa, Tschechien. Sie liegt drei Kilometer nördlich von Kuřívody in der Ralská pahorkatina (Rollberg-Hügelland) und gehört zum Katastralbezirk Ploužnice pod Ralskem.

## Geographie
Die gänzlich von Kiefernwäldern umgebene Ansiedlung befindet sich am alten Hühnerwasserer Kirchsteig (Kostelní cesta). Nördlich erhebt sich die Lada (355 m), im Nordosten die Borová (360 m), östlich der Bor (361 m) und der Selský vrch (Landberg, 383 m), im Südwesten die Malá Buková (Kleiner Buchberg, 431 m), die Velká Buková (Großer Buchberg, 474 m) und der Víšek (Wischken, 308 m) sowie nordwestlich der Červený vrch (299 m). Gegen Westen liegen das Tal des Hradčanský potok und der ehemalige Militärflugplatz Hradčany. Von der westlich vorbeiführenden Straße II/268 zwischen Mimoň und Mnichovo Hradiště zweigt eine Stichstraße nach Skelná Huť ab.
Nachbarorte sind Hvězdov und Nový Dvůr im Norden, die Wüstungen Palohlavy (Halbehaupt), Dolní Okna (Heide) und Okna (Woken) im Nordosten, die Wüstung Židlov (Schiedel) im Osten, die Wüstung Horní Krupá (Ober Krupai) im Südosten, Kuřívody im Süden, Břehyně und die Wüstung Strážov im Südwesten, Hradčany und die Wüstungen Vavrouškův Mlýn (Wabrauschkenmühle) und Trojzubec (Dreizipfel) im Westen sowie Boreček und Ploužnice im Nordwesten.

## Geschichte
Die Glashütte am Landberg bei Hühnerwasser lässt sich seit dem 18. Jahrhundert nachweisen. Sie lag innerhalb des Großen Tiergartens, der die Herrschaften Hirschberg, Weißwasser und Münchengrätz fast gänzlich umschloss. Ihre erste Erwähnung erfolgte 1727 in einer Beschreibung der Herrschaft Weißwasser. Der hölzerne Bau bestand aus einem Ofen sowie einer Schänke mit Bierkeller. 1774 verkaufte der Besitzer der Allodialherrschaft Weiß- und Hühnerwasser, Vincenz von Waldstein, die Glashütte mit allen zugehörigen Gebäuden sowie dem Privileg zum Schank herrschaftlichen Biers, Weines und Branntweins für 1500 Gulden an den Falkenauer Hüttenmeister Johann Josef Kittel. Der Kauf beinhaltete auch Wiesen am Wüsten Teich (Pustý rybnik), am Kummerbach (Hradčanský potok) die Hüttenmeisterwiese am Wawrauschker Teich (Vavrouškův rybník), eine Lichtung zwischen dem Großen Dirnstig (Držník) und dem Straßteich (Strážovský rybník), den Auwald Im Dobischen (V Doubči) am Heideteich sowie ein Felsgebiet am Eichberg mit dem darauf wachsenden Wald. Kittel errichtete am Abzweig der Alten Melniker Straße von der Alten Leipaer Straße die Siedlung Straßdorf und in deren Nähe eine neue Glashütte. 1786 überschrieb Kittel den Besitz für 1620 Gulden seinem Sohn Johann Michael Kittel. Dieser stellte 1788 den Betrieb ein. 1791 erlosch seine Konzession für den Glashüttenbetrieb, da die Herrschaft das Holz für einen beabsichtigten Festungsbau bei Kummer besser absetzen konnte, als zu dem mit Kittel vereinbarten Konditionen. Als Ernst von Waldstein-Wartenberg 1797 die väterlichen Herrschaften erbte, ließ er den Großen Tiergarten aufheben. Am Standort der alten Glashütte entstanden zu Beginn des 19. Jahrhunderts herrschaftliche Forstgebäude zur Bewirtschaftung des Hühnerwasserer Forstreviers, die durch den zwischen 1815 und 1817 erfolgten Bau der neuen Chaussee von Weißwasser über Hühnerwasser nach Gabel eine verkehrsgünstige Lage erhielten. 1832 erbte Christian von Waldstein-Wartenberg die Herrschaften.
Nach der Aufhebung der Patrimonialherrschaften gehörte die aus einem Adjunktenhaus und einem Hegerhaus bestehende Einschicht Glasshütte ab 1850 zum Ortsteil Straßdorf des Städtchens Hühnerwasser im Bunzlauer Kreis und Gerichtsbezirk Niemes.
Im Jahre 1903 war Glashütte auf vier Gebäude des Gräflich Waldsteinischen Oberforstamtes angewachsen; außer dem zu Hühnerwasser gehörigen Adjunktenhaus und dem Hegerhaus gab es auf Plauschnitzer Flur ein zweites Hegerhaus und ein Forsthaus. 1906 lebten in der nach Hühnerwasser gepfarrten Rotte Glashütte 15 Personen. Nach der Errichtung des Truppenübungsplatzes Ralsko wurden die inzwischen verstaatlichten Forstgebäude in Skelná Huť vom Militärforstbetrieb übernommen. Heute befindet sich in Skelná Huť ein Stützpunkt des Staatsbetriebes Vojenské lesy a statky ČR, s.p. (VLS), eines der Gebäude (Chata Skelná Huť) dient als Unterkunft für Erholungssuchende.